# Colo (Gorilla)

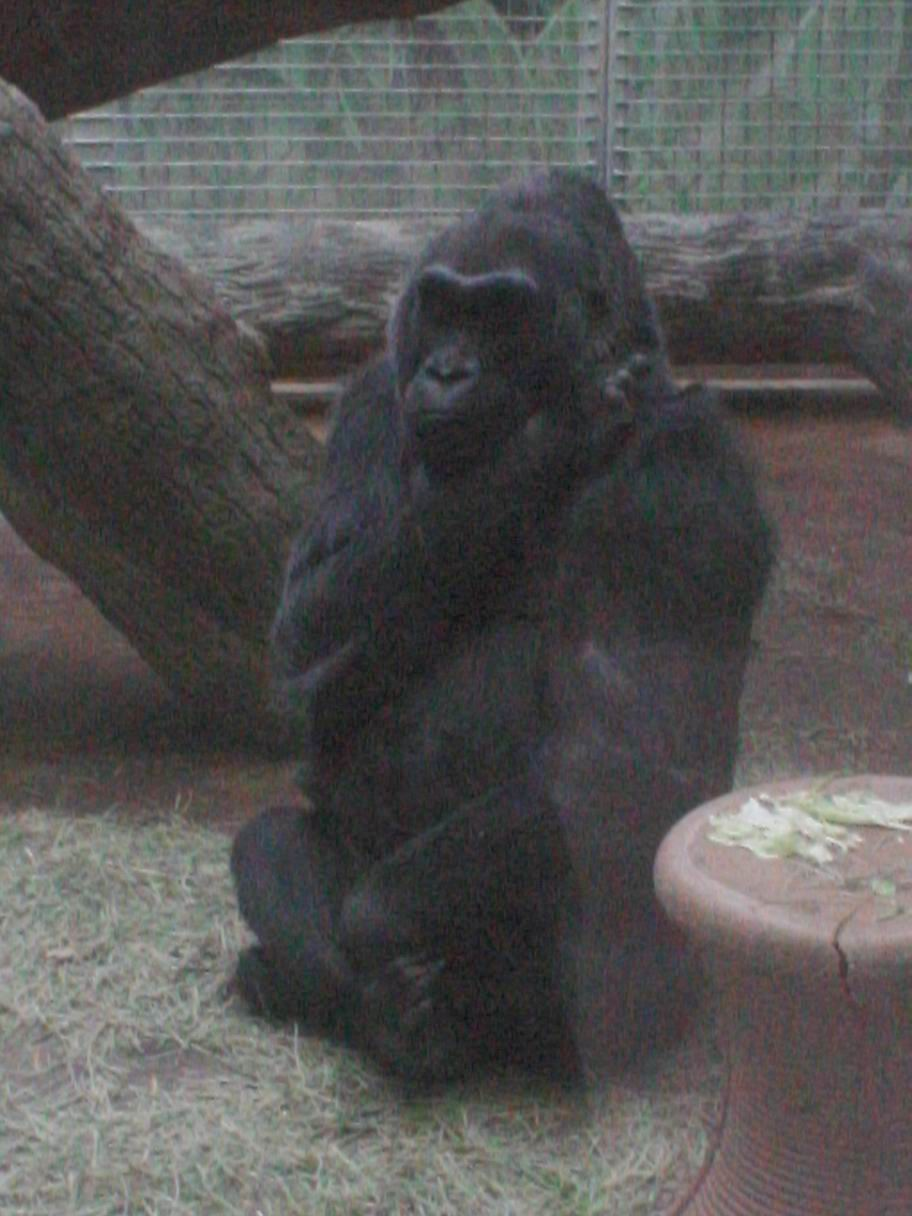
Colo im März 2009

Colo (* 22. Dezember 1956 in Powell, Delaware County, Ohio; † 17. Januar 2017 ebenda) war ein weiblicher Westlicher Flachlandgorilla, der im Zoo von Columbus im US-amerikanischen Bundesstaat Ohio lebte. Sie war der erste Gorilla, der je in Gefangenschaft geboren wurde, und galt mit 60 Jahren zudem als das älteste bekannte Individuum ihrer Spezies weltweit.

## Leben
Colos Eltern waren Millie (genannt Christina) und Baron (genannt Macombo), die beide in Afrika geboren und dort eingefangen wurden. Weil Colo von ihrer Mutter zurückgewiesen wurde, übernahmen die Pfleger des Zoos ihre Betreuung. Anfangs wurde sie „Cuddles“ (engl. für kuscheln, verhätscheln) genannt, später aufgrund eines Wettbewerbs nach dem Ort ihrer Geburt ― Columbus, Ohio ― benannt.
Im Alter von zwei Jahren wurde sie mit dem etwa gleichaltrigen männlichen Jungtier Bongo bekanntgemacht, mit dem sie später drei Kinder zeugte ― Emmy, Oscar und Toni. Im April 1979 wurde Oscars erster Nachwuchs geboren und der Zoo bekam somit einen Gorilla in dritter Generation. Colos Enkelin wurde Cora genannt, eine Abkürzung für Central Ohio Rare Ape. Im Januar 1997 wurde Colos Urenkel Jontu geboren, weitere sollten folgen. Im August 2003 schließlich wurde Colo erstmals Ururgroßmutter. Obwohl Colo keines ihrer Kinder selbst aufzog, kümmerte sie sich von Geburt an um ihre Enkel Macombo II und Mosuba (Zwillinge) und agierte als Beschützerin eines weiteren Enkels, Jungle Jack.
Colo war die längstjährige Bewohnerin im Zoo von Columbus. 2017 umfasste ihr Stammbaum 16 Enkel, fünf Urenkel und drei Ururenkel. Fünf ihrer Nachfahren leben noch in Columbus, viele weitere in anderen amerikanischen Zoos. Nach Massa († 1984) im Zoo von Philadelphia und Jenny († 2008) im Zoo von Dallas galt Colo zum Zeitpunkt ihres Todes als der älteste noch lebende Gorilla in Gefangenschaft. Am 22. Dezember 2011 richtete der Zoo eine Party zu ihrem 55. Geburtstag aus. Sie feierte ihn zur Freude der Besucher mit bunten Girlanden und einer speziellen Torte. Eine solche Feier fand seitdem jährlich statt und wurde seit 2013 auch live im Internet übertragen. Nach Colos Tod galten Trudy aus dem Zoo in Little Rock, Arkansas und Fatou aus dem Zoologischen Garten Berlin als älteste lebende Gorillas.